# Caballito de Totora

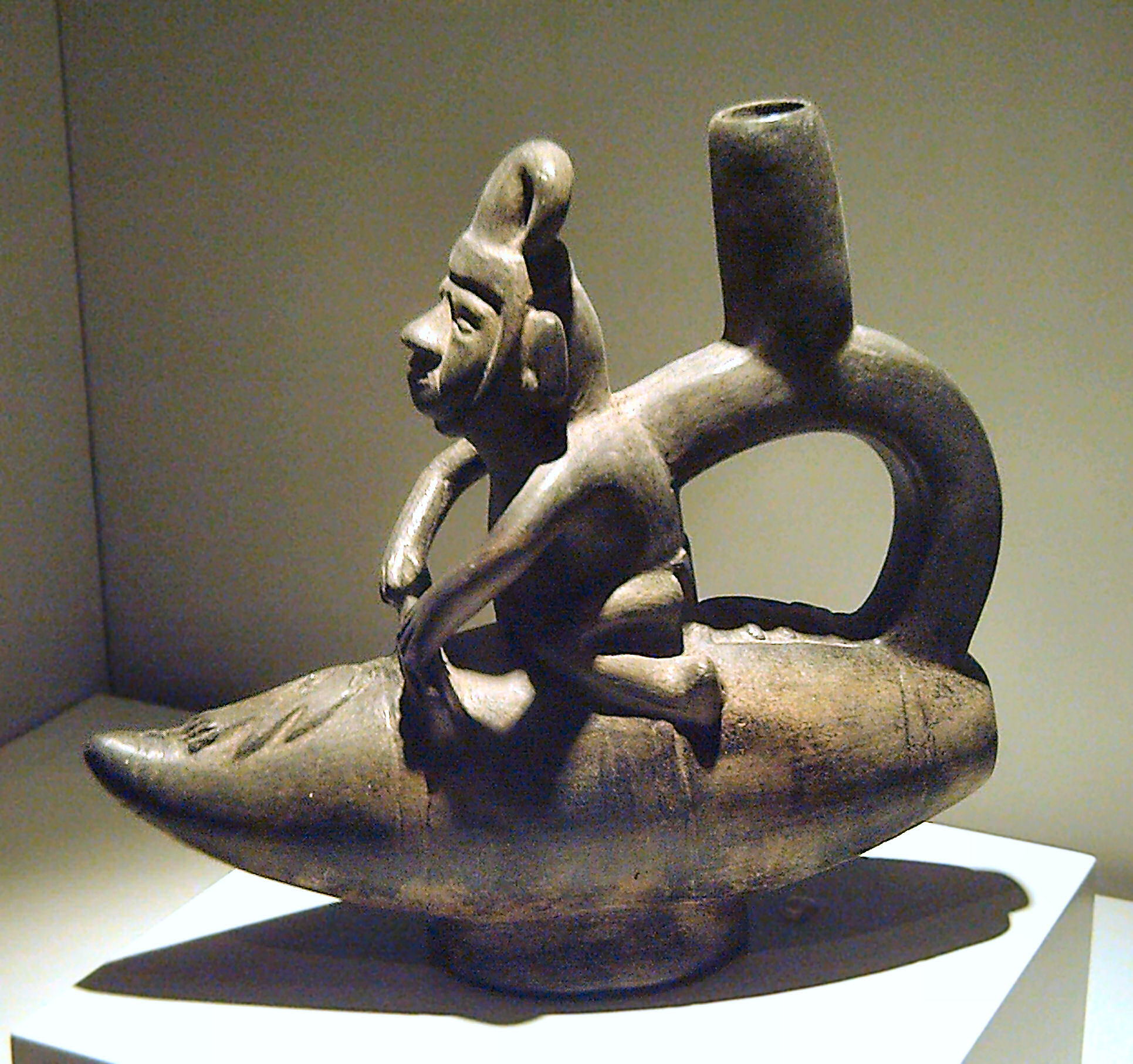
Darstellung eines Caballito de Totora in Form einer Keramik aus der Chimú-Kultur (1100–1400)

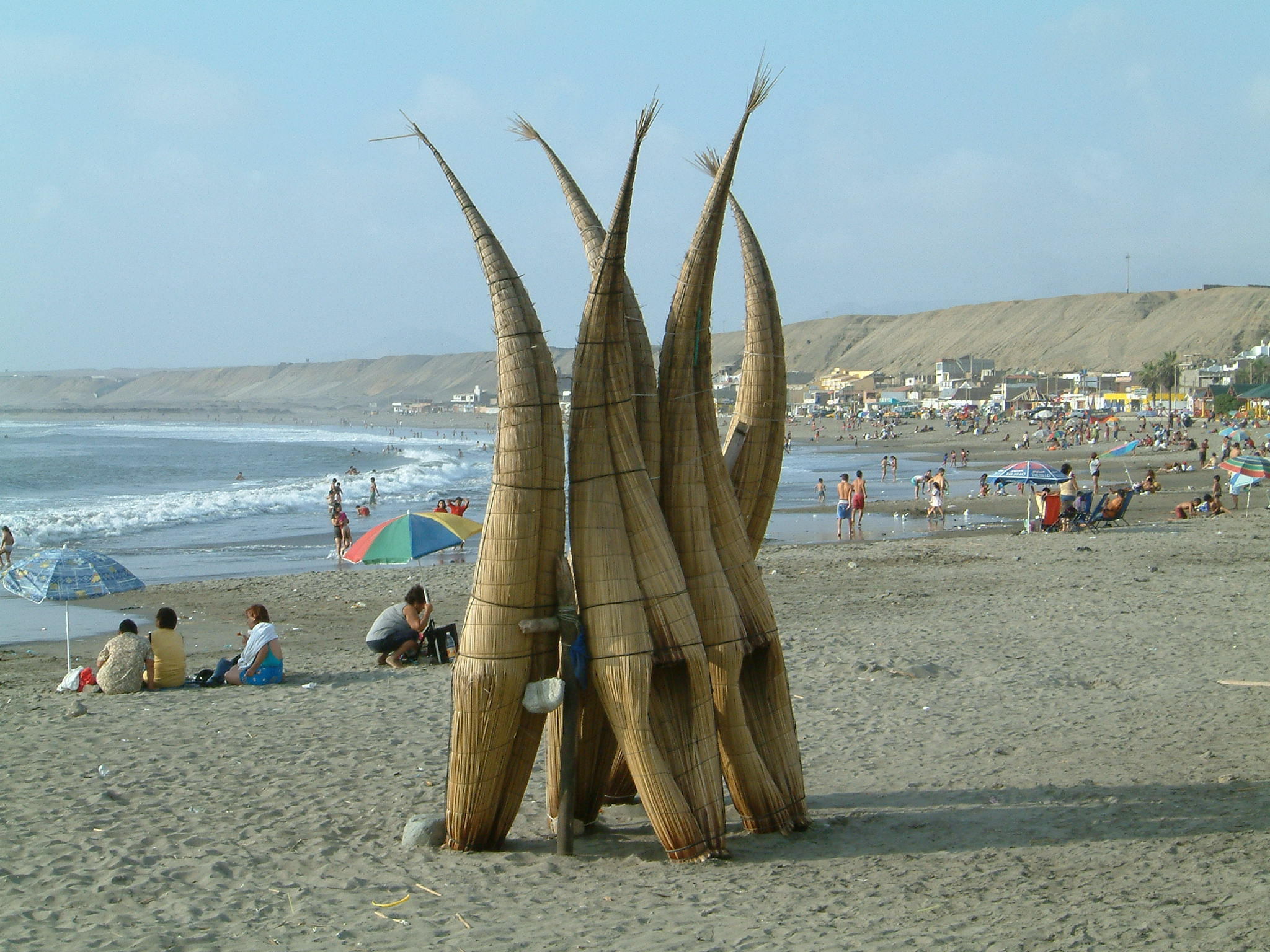
Mehrere Caballitos de Totora am Strand von Huanchaco

Als Caballito de Totora, spanisch für „Schilf-Pferdchen“, werden in Peru traditionell gefertigte kleine Fischerboote bezeichnet. Der Name Caballito als Verkleinerungsform des spanischen Wortes für „Pferd“ (el caballo) geht wahrscheinlich zurück auf die einem Reiter ähnelnde Sitzhaltung des Fischers, bei der sich beide Beine im Wasser befinden, der Namenszusatz de Totora leitet sich von der zum Bau verwendeten Pflanze Totora-Schilf ab. 
Ein Caballito de Totora hat die Form einer Schote und wird aus Schilf geflochten. Hinsichtlich der Größe ist es mit einer Länge von vier bis fünf Metern, einer Breite von 0,6 bis einem Meter sowie einer Nutzlast von etwa 200 bis 250 Kilogramm ausreichend für den Transport einer Person, der Fischereiausrüstung und des Fangs. Der Antrieb eines Caballito de Totora erfolgt durch Paddeln. Verbreitet sind sie insbesondere im Norden Perus, wo der Bau und die Nutzung dieser Boote eine wahrscheinlich jahrtausendealte und bis in die Moche-Kultur zurückreichende Tradition hat.
Das Caballito de Totora wurde vom peruanischen Kulturinstitut (Instituto Nacional de Cultura del Perú, INC) im Jahr 2003 zum nationalen Kulturgut Perus (Patrimonio Cultural de la Nación) erklärt, da es als Ausdruck des kulturellen Lebens in den nördlichen Küstenregionen des Landes gilt und einen Teil der regionalen und nationalen Identität darstellt.